# Wierśnie (wieś)
Wierśnie – wieś w Polsce położona w województwie podlaskim, w powiecie sejneńskim, w gminie Giby.
| SIMC    | Nazwa  | Rodzaj    |
| ------- | ------ | --------- |
| 1011307 | Dumbel | część wsi |

Według Pierwszego Powszechnego Spisu Ludności, przeprowadzonego w 1921 r., Wierśnie liczyły 95 mieszkańców (56 kobiet i 39 mężczyzn), zamieszkałych w 18 domach. Zdecydowana większość mieszkańców wsi, w liczbie 84 osób, zadeklarowała wyznanie staroobrzędowe. Pozostali zgłosili wyznanie rzymskokatolickie (11 osób). Podział religijny mieszkańców miejscowości pokrywał się z ich strukturą narodowo-etniczną, bowiem 84 osoby zadeklarowały narodowość rosyjską, a pozostałe 11 narodowość polską.
W latach 1975–1998 miejscowość administracyjnie należała do województwa suwalskiego.